# Bürchau

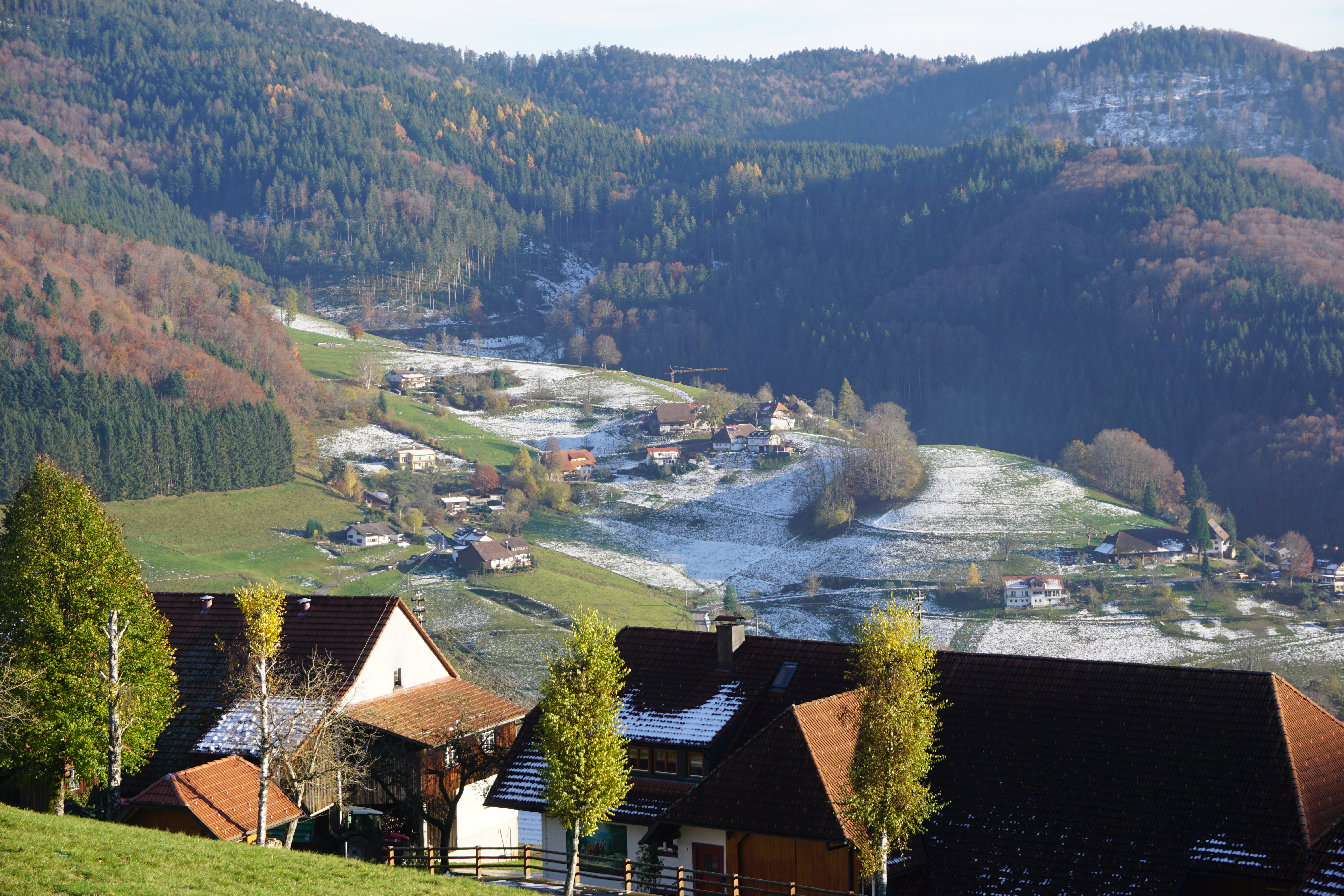
Blick von Oberbürchau auf Bürchau Sonnhalde

Bürchau ist seit dem 1. Januar 2009 ein Ortsteil der Gemeinde Kleines Wiesental im Landkreis Lörrach in Baden-Württemberg.
Die Gemeinde Bürchau gehörte bis zu ihrer Auflösung zum Gemeindeverwaltungsverband „Kleines Wiesental“ mit Sitz in Tegernau an. Die Gemeinde Bürchau bestand aus den Ortsteilen Bürchau, Oberbürchau, Kastel, Rütte und Sonnhalden.

## Geografie
Der staatlich anerkannte Erholungsort Bürchau liegt in 600 bis 1000 Meter Höhe im Naturpark Südschwarzwald im Tal der Kleinen Wiese. Wälder nehmen 75 % des früheren Gemeindegebietes ein. Als Straßendorf liegt es an der L139 rund vier Kilometer südlich von Neuenweg. Das Dorf wird in Nord-Süd-Richtung von der Kleinen Wiese durchflossen, die auf der Gemarkung mit dem Dresselbach von Westen einen größeren Zufluss erhält.
Zu Bürchau gehören Oberbürchau, Rütte, Kastelhöfe und Sonnhalde.

## Geschichte

### Ortsgeschichte seit Ersterwähnung
Bürchau, ein hochmittelalterlicher Rodungsort, wurde im Jahre 1278 erstmals urkundlich erwähnt. Es bleibt unklar, ob der Ort in früher Zeit zur Herrschaft der Herren von Waldeck oder zu jener der Edelfreien von Rötteln gehörte. Seit 1316 gehörte er zur Markgrafschaft Hachberg-Sausenberg und seit 1503 zur Markgrafschaft Baden und der Markgrafschaft Baden-Durlach. Grundbesitz hatte neben den Landesherren insbesondere das Kloster St. Blasien. Der Ort wurde zunächst von Tegernau aus verwaltet und erhielt erst 1781 einen eigenen Vogt. Um 1740 wanderte ein Teil der Bevölkerung nach Siebenbürgen aus.
1930 untersuchte das Badische Geologische Landesamt eine warme Quelle in Bürchau an der Kleinen Wiese, wobei festgestellt wurde, dass es sich zwar um eine warme Mineralquelle handelt, aber der Mineralgehalt für die Nutzung als Mineralwasser zu gering und die Wärme für die Nutzung als Thermalquelle nicht ausreichend sei. Seither gibt es immer wieder Versuche, durch vertiefte Untersuchungen oder auch Bohrungen zu einer Nutzung zu gelangen. Zuletzt wurde 2013/2014 die Möglichkeit einer geothermischen Nutzung geprüft, aber wegen mangelnder Wirtschaftlichkeit nicht weiter verfolgt.
2020 wurden aufgrund einer LiDAR-Aufnahme Reste einer mutmaßlich etwa 900 Jahre alten Befestigungsanlage auf der unteren Sonnhalde entdeckt. Von dieser abgegangenen Bürchauer Burg ist nur eine etwa 80 Meter lange Mauer erhalten, aber zahlreiche Spuren von Wällen und Gräben. Es wird von einer Holz-Erde Befestigung ausgegangen.

### Eingemeindung
Seit dem 1. Januar 2009 gehört die früher selbständige Gemeinde Bürchau der neu gegründeten Gemeinde Kleines Wiesental an.
Der Ortsteil hat weiterhin eine Ortsvorsteherin, Katharina Matzken, und einen Ortschaftsrat mit vier Mitgliedern.

## Wappen
In Rot auf goldenem Schildfuß eine silberne Birke. Das redende Wappen wurde vom Generallandesarchiv Karlsruhe entworfen und von der Gemeinde 1902 angenommen. Die silberne Birke bezieht sich auf die ursprüngliche Form des Ortsnamens Birchowe, der eine mit Birken bewachsene Aue bezeichnete. Zuvor hatte die Gemeinde im Siegel den badischen Wappenschild geführt, was den Gemeinden dann untersagt wurde. Rot und Gold kommen aber auch im Ortswappen vor und erinnern an die jahrhundertelange Zugehörigkeit zur Markgrafschaft Baden-Durlach.

## Kultur und Sehenswürdigkeiten

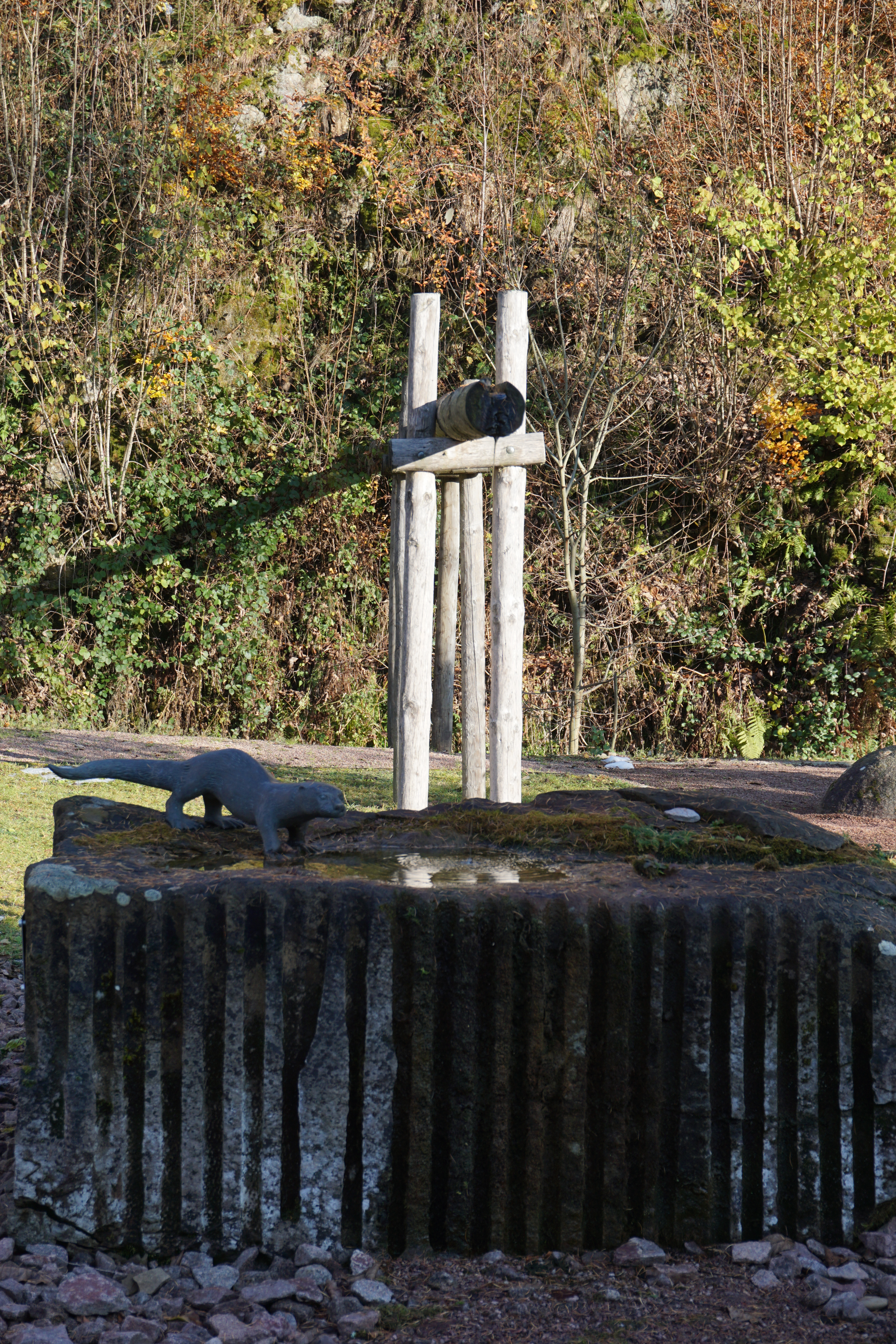
Bürchau – Skulptur Fischotter von Philipp Flettner

1993 erhielt die Gemeinde die Goldmedaille im Wettbewerb „Unser Dorf soll schöner werden“. In der Folge regte Sonja Bernadotte, die Geschäftsführerin der Mainau GmbH, eine jährliche Gartenwoche im Dorf an. 1995 wurde dann die erste Bürchauer Gartenwoche veranstaltet, die von 2005 bis 2015 unter dem Namen „Treffen der Bürchauer Gartenfreunde“ durchgeführt wurden.

## Persönlichkeiten
- Ernst Niefenthaler (* 31. Dezember 1894 in Bürchau; † 17. August 1970 ebenda) war ein alemannischer Mundartdichter.